# Paolo Conti
Paolo Conti (* 1. April 1950 in Riccione) ist ein ehemaliger italienischer Fußballspieler, der auf der Position des Torhüters agierte. In seiner Vereinslaufbahn war er unter anderem für den AS Rom, Hellas Verona und Sampdoria Genua aktiv. Ferner nahm er mit der Nationalmannschaft seines Heimatlandes an der Fußball-Weltmeisterschaft 1978 teil.

## Karriere

### Vereinskarriere
Paolo Conti, geboren 1950 in der emilianischen Stadt Riccione, in der Provinz Rimini gelegen, begann mit dem Fußballspielen beim dort ansässigen Amateurverein FC Riccione. Dort entdeckten ihn die Talentspäher des FC Modena, es folgte im Jahr 1970 der Wechsel zum Zweitligisten. In Modena avancierte Paolo Conti sogleich zum Stammkeeper und spielte zwei Jahre lang in der Serie B Fußball, im letzten Jahr musste allerdings der Abstieg in die Drittklassigkeit hingenommen werden. Daraufhin wechselte Conti den Verein und schloss sich der AC Arezzo an, damals ebenfalls zweitklassig. Mit dem Team aus Arezzo erreichte er am Ende der Serie B 1972/73 den 13. Tabellenrang, was den Möglichkeiten des Vereins entsprechend durchaus als Erfolg zu werten ist. Durch gute Leistungen im Zweitligafußball wurden auch Klubs aus der erstklassigen Serie A auf den jungen Torhüter aufmerksam, schließlich wechselte Paolo Conti im Sommer 1973 in Italiens Hauptstadt zur AS Rom.
Die Roma zählten zur damaligen Zeit nicht unbedingt zu den Spitzenteams des italienischen Fußballs. Im Jahr vor Paolo Contis Ankunft wurden sie nur Elfte. Auffällig war zudem ein latentes Torhüterproblem, das Trainer Manlio Scopigno, einige Jahre zuvor sensationell Meister mit der US Cagliari, mit dem Einkauf von Conti zu beheben gedachte. Doch auch in der ersten Saison des neuen Keepers im Trikot des AS Rom zeigte sich keine große Besserung. Man rangierte wieder nur im Mittelfeld und Scopigno wurde schon bald entlassen, es begann die erste Ära von Nils Liedholm als Trainer der Roma. Unter dem Schweden verbesserten sich die Leistungen der Mannschaft um Spieler wie etwa Giancarlo De Sisti, Bruno Conti oder Agostino Di Bartolomei zusehends, bereits 1974/75 wurde man Dritter. Nachdem es in der Folge wieder ein wenig abwärtsging, erlebte Paolo Conti im letzten Jahr seines Engagements in Rom noch einen Titelgewinn mit seinem Verein. In der Coppa Italia 1979/80 besiegte man im Endspiel Torino Calcio im Elfmeterschießen und konnte sich zum ersten Mal seit 1969 wieder den nationalen Pokalsieg sichern. Paolo Conti hatte zu diesem Zeitpunkt seinen Stammplatz im Roma-Tor bereits an Franco Tancredi verloren und verließ den Verein im Sommer 1980.
Conti ging zur Folgesaison zum Zweitligisten Hellas Verona, wo er ein Jahr lang im Tor stand und in dieser Zeit 31 Ligaspiele machte, es wurde allerdings nur der 14. Tabellenrang erreicht, nur knapp stieg man nicht ab. Daraufhin verließ Conti Hellas Verona wieder, während sich der Verein sehr positiv entwickelte und schon vier Jahre später die italienische Fußballmeisterschaft ins Stadio Marcantonio Bentegodi holte. Conti indes ging zu Sampdoria Genua, wo er im ersten Jahr in die Serie A aufstieg und sich im zweiten Jahr dort halten konnte. Doch wie bereits in Verona und zuvor auch in Rom verließ Conti einen Verein, bevor er eine seiner erfolgreichsten Phasen begann. Auch Samp entwickelte sich nach Contis Abgang zu einem absoluten Spitzenverein, gewann Meisterschaft, Europapokal und nationalen Pokal. Doch Paolo Conti ging zur AS Bari in die Serie C1 und stieg mit den Süditalienern in die Serie B auf. Danach wechselte er zur AC Florenz, kam dort allerdings nicht an Stammtorhüter Giovanni Galli und kam so in vier Jahren nur auf zwei Ligaspiele. 1988 beendete Conti seine aktive Laufbahn schließlich im Alter von 38 Jahren.

### Nationalmannschaft
Zwischen 1977 und 1979 brachte es Paolo Conti auf insgesamt sieben Länderspiele in der italienischen Fußballnationalmannschaft. Von Nationalcoach Enzo Bearzot wurde er ins Aufgebot der Südeuropäer für die Fußball-Weltmeisterschaft 1978 in Argentinien berufen, fungierte bei dem Turnier allerdings nur als dritter Torhüter hinter Dino Zoff und Ivano Bordon. Folglich blieb Conti auch ein WM-Einsatz verwehrt. Die italienische Mannschaft indes wurde am Ende Vierter, nachdem man im Spiel um den dritten Platz der brasilianischen Mannschaft mit 1:2 unterlegen war.

## Erfolge
- Italienischer Pokalsieg: 1×

1979/80 mit dem AS Rom
- Aufstieg in die Serie A: 1×

1981/82 mit Sampdoria Genua